# I (album Oberschlesien)
I – pierwszy album studyjny polskiego zespołu muzycznego Oberschlesien. Wydawnictwo ukazało się 4 grudnia 2013 roku nakładem wytwórni muzycznej Mystic Production.

## Realizacja
Prace nad albumem zespół rozpoczął krótko po wydaniu w lutym 2012 roku singla „Hajmat 2012”, zawierającego dwa utwory: „Richter” i „Jo chca”. Zgodnie ze słowami ówczesnego menedżera grupy, Mieczysława Kluczka singel ten był promocją przed albumem studyjnym, który miał być gotowy pół roku później. Utwory z singla znalazły się na wydanym ostatecznie na początku grudnia 2013 roku albumie; drugi z nich, a także „Szola” i „Żryj” to covery utworów, odpowiednio „Ich will”, „Spiel mit mir” i „Spring” autorstwa niemieckiego zespołu Rammstein. 
Za muzykę do wszystkich utworów na albumie odpowiedzialny był perkusista Marcel Różanka, zaś teksty napisał wokalista Michał Stawiński. W warstwie lirycznej album porusza głównie tematy związane z Górnym Śląskiem, zawiera m.in. odniesienia do historii tego regionu (utwór „Powstaniec”), przywiązania do niego jako „małej ojczyzny” („Szola”) i mocno kojarzącego się z nim górnictwa („Richter” - tekst oparty na wierszu Jarosława Englera z Siemianowic Śląskich, opisującym upadek kopalni). Przykładami utworów niekoncentrujących się na wyżej wymienionym regionie są „Fusbaloki” odnoszący się do piłki nożnej, „Bier mie” poruszający zagadnienie śmierci i „Mamo” poświęcony pamięci niespodziewanie zmarłej mamy perkusisty zespołu. Zespół zawarł także w niektórych utworach motywy z różnych tradycji literackich, jak choćby fragment modlitwy „Aniele Boży” i kołysanka „Z popielnika na Wojtusia” w utworze „Oberschlesien” czy parafraza „Roty” w refrenie utworu „Powstaniec”.

## Promocja
Album był promowany ogólnopolską trasą koncertową zespołu.

## Odbiór
Wydawnictwo dotarło do 25. miejsca zestawienia OLiS, dotyczącego najpopularniejszych albumów w Polsce. Autor recenzji albumu w serwisie Rockmagazyn.pl pozytywnie wypowiedział się o stylu śpiewania wokalisty, a także zwrócił uwagę na fakt, że zastosowany w tekstach utworów etnolekt śląski dobrze współgra z industrialną, mocno nawiązującą do twórczości zespołu Rammstein muzyką. Z kolei recenzja, jaka pojawiła się na łamach serwisu Interia.pl jest utrzymana w bardziej krytycznym tonie - jej twórca wytknął grupie zbyt lekkie brzmienie klawiszy oraz słabej jakości gitarowe riffy.

## Lista utworów
Opracowano na podstawie materiału źródłowego.
| Nr  | Tytuł utworu    | Słowa            | Muzyka         | Długość |
| --- | --------------- | ---------------- | -------------- | ------- |
| 1.  | „Jadymy durch”  | Michał Stawiński | Marcel Różanka | 4:47    |
| 2.  | „Bier mie”      | Michał Stawiński | Marcel Różanka | 4:16    |
| 3.  | „Futer”         | Michał Stawiński | Marcel Różanka | 4:29    |
| 4.  | „Jo chca”       | Michał Stawiński | Marcel Różanka | 3:55    |
| 5.  | „Powstaniec”    | Michał Stawiński | Marcel Różanka | 5:16    |
| 6.  | „Oberschlesien” | Michał Stawiński | Marcel Różanka | 4:26    |
| 7.  | „Szola”         | Michał Stawiński | Marcel Różanka | 4:38    |
| 8.  | „Richter”       | Michał Stawiński | Marcel Różanka | 4:19    |
| 9.  | „Żryj”          | Michał Stawiński | Marcel Różanka | 5:19    |
| 10. | „Mamo”          | Michał Stawiński | Marcel Różanka | 3:59    |
| 11. | „Fusbaloki”     | Michał Stawiński | Marcel Różanka | 3:48    |
| 12. | „Robot”         | Michał Stawiński | Marcel Różanka | 3:52    |
|     |                 |                  |                | 53:04   |

## Twórcy
Opracowano na podstawie materiału źródłowego.
Zespół Oberschlesien w składzie
- Michał Stawiński - wokal, słowa
- Marcel Różanka - perkusja, muzyka
- Bronisław Lewandowski - gitara
- Tomasz Dyrda - gitara
- Wojciech Jasielski - gitara basowa
- Jacek Krok - keyboard

Produkcja
- Jarosław Toifl - inżynieria, mastering, miksowanie